# Arrondissement de la Rochelle
L'arrondissement de la Rochelle est une division administrative française, située dans le département de la Charente-Maritime et la région Nouvelle-Aquitaine.
Situé dans le nord de la Charente-Maritime, il est le plus petit arrondissement par sa superficie mais il en est le plus peuplé et le plus densément peuplé de tout le département.

## Composition

### Composition jusqu'en 2016
L'arrondissement de la Rochelle regroupe 57 communes qui sont réparties dans 15 cantons dont 9 sont des cantons urbains formés avec la commune de La Rochelle.
La composition administrative est la suivante :
- Le Canton d'Ars-en-Ré regroupe 5 communes.
- Le Canton d'Aytré regroupe 3 communes.
- Le Canton de Courçon regroupe 14 communes.
- Le Canton de la Jarrie regroupe 14 communes.
- Le Canton de Marans regroupe 6 communes.
- Le Canton de Saint-Martin-de-Ré regroupe 5 communes.

Les neuf cantons autour de La Rochelle regroupent en tout 10 communes. Leurs compositions sont les suivantes :
- Le Canton de la Rochelle-1 regroupe 1 commune (correspondant en fait à une fraction de la commune de La Rochelle).
- Le Canton de la Rochelle-2 regroupe 1 commune (correspondant en fait à une fraction de la commune de La Rochelle).
- Le Canton de la Rochelle-3 regroupe 1 commune (correspondant en fait à une fraction de la commune de La Rochelle).
- Le Canton de la Rochelle-4 regroupe 1 commune (correspondant en fait à une fraction de la commune de La Rochelle).
- Le Canton de la Rochelle-5 regroupe 5 communes (dont une fraction de la commune de La Rochelle qui est comptabilisée ici comme commune).
- Le Canton de la Rochelle-6 regroupe 1 commune (correspondant en fait à une fraction de la commune de La Rochelle).
- Le Canton de la Rochelle-7 regroupe 1 commune (correspondant en fait à une fraction de la commune de La Rochelle).
- Le Canton de la Rochelle-8 regroupe 3 communes (dont une fraction de la commune de La Rochelle qui est comptabilisée ici comme commune).
- le Canton de la Rochelle-9 regroupe 4 communes (dont une fraction de la commune de La Rochelle qui est comptabilisée ici comme commune).

### Composition depuis 2017
La composition de l'arrondissement est modifiée par l'arrêté du 30 décembre 2016 prenant effet au 1er janvier 2017.
Depuis 2015, le nombre de communes des arrondissements varie chaque année soit du fait du redécoupage cantonal de 2014 qui a conduit à l'ajustement de périmètres de certains arrondissements, soit à la suite de la création de communes nouvelles. Le nombre de communes de l'arrondissement de la Rochelle est ainsi de 57 en 2015, 57 en 2016 et 58 en 2017.
Au 1er janvier 2024, l'arrondissement groupe les 58 communes suivantes :
1. Andilly
2. Angliers
3. Angoulins
4. Ars-en-Ré
5. Aytré
6. Benon
7. Le Bois-Plage-en-Ré
8. Bourgneuf
9. Charron
10. Châtelaillon-Plage
11. Clavette
12. La Couarde-sur-Mer
13. Courçon
14. Cram-Chaban
15. Croix-Chapeau
16. Dompierre-sur-Mer
17. Esnandes
18. Ferrières
19. La Flotte
20. La Grève-sur-Mignon
21. Le Gué-d'Alleré
22. L'Houmeau
23. La Jarne
24. La Jarrie
25. Lagord
26. La Laigne
27. Loix
28. Longèves
29. Marans
30. Marsilly
31. Montroy
32. Nieul-sur-Mer
33. Nuaillé-d'Aunis
34. Périgny
35. Les Portes-en-Ré
36. Puilboreau
37. Rivedoux-Plage
38. La Rochelle
39. La Ronde
40. Saint-Christophe
41. Saint-Clément-des-Baleines
42. Saint-Cyr-du-Doret
43. Saint-Jean-de-Liversay
44. Sainte-Marie-de-Ré
45. Saint-Martin-de-Ré
46. Saint-Médard-d'Aunis
47. Saint-Ouen-d'Aunis
48. Saint-Rogatien
49. Saint-Sauveur-d'Aunis
50. Sainte-Soulle
51. Saint-Vivien
52. Saint-Xandre
53. Salles-sur-Mer
54. Taugon
55. Thairé
56. Vérines
57. Villedoux
58. Yves

## Géographie

### Situation géographique
L'arrondissement de la Rochelle occupe la partie septentrionale du département de la Charente-Maritime. Il constitue le cœur de l'ancienne province d'Aunis, centrée sur La Rochelle, sa capitale historique.
Au nord, il est délimité par le département de la Vendée via l'arrondissement de Fontenay-le-Comte et à l'est par celui des Deux-Sèvres via l'arrondissement de Niort, tandis qu'au sud, il jouxte l'arrondissement de Rochefort qui appartient administrativement au département de la Charente-Maritime.
À l'ouest, il dispose d'une très large ouverture sur l'océan Atlantique et forme l'un des deux arrondissements maritimes de la Charente-Maritime avec celui de Rochefort.
L'île de Ré appartient à cet arrondissement depuis ses origines et le doit autant à des racines géographiques qu'historiques.

### Hydrographie sommaire
Au nord de l'arrondissement de la Rochelle, la Sèvre Niortaise qui est un fleuve côtier sert de délimitation naturelle et administrative entre les départements de la Vendée, au nord, et de la Charente-Maritime, au sud.
À l'est, la petite rivière du Mignon, canalisée dans sa partie aval, sert également de limite départementale séparant les Deux-Sèvres de la Charente-Maritime.
Au centre et à l'ouest, le Curé draine la plaine de l'Aunis et borde la partie méridionale du marais poitevin avant de se jeter dans la baie de l'Aiguillon, au sud de la Sèvre Niortaise. Il s'agit d'un fort modeste fleuve côtier dont le cours aval est canalisé, et qui est souvent tari dans sa partie amont lors des grandes périodes de sécheresse.
Enfin, cet arrondissement recouvre toute la partie méridionale du Marais poitevin qui est réparti, à l'est, en marais mouillé et au centre et à l'ouest en marais desséché. Cette dernière partie étant littorale.

## Superficie

### Liste des cantons et leur rang par superficie
| Rang | Canton                                             | Superficie | Nombre de communes |
| ---- | -------------------------------------------------- | ---------- | ------------------ |
| 1    | Courçon                                            | 254,53 km2 | 14                 |
| 2    | Marans                                             | 185,95 km2 | 6                  |
| 3    | La Jarrie                                          | 143,93 km2 | 14                 |
| 4    | Saint-Martin-de-Ré                                 | 43,56 km2  | 5                  |
| 5    | Ars-en-Ré                                          | 41,76 km2  | 5                  |
| 6    | Aytré                                              | 26,67 km2  | 3                  |
| ...  | La Rochelle-5 (*)                                  | 40,53 km2  | 4                  |
| ...  | La Rochelle-8 (*)                                  | 29,13 km2  | 2                  |
| ...  | La Rochelle-9 (*)                                  | 23,22 km2  | 3                  |
| ...  | Commune de La Rochelle (9 fractions de canton) (*) | 28,43 km2  | 1                  |

(*) : Concernant les neuf cantons de La Rochelle, la superficie cumulée - y compris la commune de La Rochelle - est de 147,98 km2 .
Si le canton de Courçon avec 254,53 km2 est le plus étendu de l'arrondissement de la Rochelle, il en occupe presque le tiers de sa superficie totale avec 31,1 %, ce qui en fait de loin la proportion la plus élevée parmi tous les arrondissements de la Charente-Maritime. Cependant, il ne se classe qu'au sixième rang départemental après les cantons d'Aulnay (333,88 km2), Montguyon (322,31 km2), Matha (289,21 km2), Mirambeau (266,86 km2) et Gémozac (260,18 km2).
La superficie cumulée de l'île de Ré qui rassemble deux cantons (canton d'Ars-en-Ré et canton de Saint-Martin-de-Ré) est de 85,32 km2, ce qui la classe au troisième rang des îles de la France métropolitaine.
Le canton d'Aytré qui est le dernier des cantons à avoir été créé en Charente-Maritime est le plus petit des cantons de la Charente-Maritime avec ses trois communes littorales qui cumulent seulement 26,67 km2.
Enfin, c'est dans cet arrondissement que se trouve la commune la plus étendue de tout le département de la Charente-Maritime où Marans avec ses 82,49 km2 a une superficie pratiquement identique à celle de l'île de Ré.

## Démographie et population

### Évolution démographique
En 2022, l'arrondissement comptait 231 319 habitants.
| 1968    | 1975    | 1982    | 1990    | 1999    | 2006    | 2011    | 2016    | 2021    |
| ------- | ------- | ------- | ------- | ------- | ------- | ------- | ------- | ------- |
| 135 045 | 150 007 | 159 924 | 166 011 | 184 728 | 197 940 | 204 681 | 215 707 | 227 693 |

| 2022    | - | - | - | - | - | - | - | - |
| ------- | - | - | - | - | - | - | - | - |
| 231 319 | - | - | - | - | - | - | - | - |

### L'arrondissement le plus peuplé de la Charente-Maritime
Par sa population, l'arrondissement de la Rochelle est le plus peuplé de la Charente-Maritime et il occupe 32,9 % de la population du département en 2007, ce qui représente 1 habitant sur 3 résidant dans cet espace administratif largement dominé par La Rochelle.

### Une forte urbanisation, supérieure à la moyenne nationale
L'arrondissement de la Rochelle se caractérise par une forte urbanisation nettement plus élevée que celle de la Charente-Maritime dont le taux urbain est seulement de 58,1 %.
En 2007, la population urbaine rassemble 161 483 habitants dans 11 unités urbaines, soit 81 %, ce qui est un taux supérieur au taux national qui est de 77 %.
Parmi les unités urbaines de cet arrondissement, 1 compte plus de 100 000 habitants (La Rochelle avec 127 033 habitants) et 1 compte plus de 5 000 habitants (La Flotte avec 5 511 habitants).
Une particularité urbaine est à noter dans cet arrondissement où l'île de Ré présente un taux urbain record qui est de 100 %, c'est-à-dire que les dix communes qui la composent sont toutes catégorisées communes urbaines selon les critères de l'INSEE.
Cet arrondissement compte 23 communes de plus de 2 000 habitants sur les 60 que recense le département de la Charente-Maritime en 2007, soit plus du tiers. Parmi celles-ci, 8 ont plus de 5 000 habitants sur les 18 communes de cette catégorie en Charente-Maritime.
Liste des 23 communes de plus de 2 000 habitants en 2007 dans l'arrondissement de la Rochelle
| commune                | Population en 2007 |
| ---------------------- | ------------------ |
| La Rochelle            | 76 848             |
| Aytré                  | 8 806              |
| Lagord                 | 7 054              |
| Périgny                | 6 709              |
| Châtelaillon-Plage     | 5 959              |
| Nieul-sur-Mer          | 5 600              |
| Dompierre-sur-Mer      | 5 277              |
| Puilboreau             | 5 101              |
| Marans                 | 4 655              |
| Saint-Xandre           | 4 519              |
| Angoulins              | 3 695              |
| Sainte-Soulle          | 3 351              |
| Sainte-Marie-de-Ré     | 3 082              |
| La Flotte              | 2 923              |
| La Jarrie              | 2 798              |
| Saint-Martin-de-Ré     | 2 588              |
| Marsilly               | 2 471              |
| le Bois-Plage-en-Ré    | 2 303              |
| Rivedoux-Plage         | 2 260              |
| Saint-Jean-de-Liversay | 2 229              |
| Charron                | 2 220              |
| La Jarne               | 2 211              |
| L'Houmeau              | 2 107              |

## Administration
L'arrondissement est administré par le secrétaire général de la préfecture qui est Monsieur de sous-préfet Pierre MOLAGER, sa nomination date du 7 mars 2020